# Kira
Kira of Kyra is een meisjesnaam. De naam is afgeleid van het Griekse woord kuros dat "heer" betekent, of van het Oudperzische koeroesj dat "heer, zon" betekent.
De naam Kyra kan ook een Slavische vorm zijn van Cyrillus, ook een afleiding van het Griekse woord kuros, "heer". De variant Cyrus kan ook worden verklaard vanuit het Perzische koeroe, wat "troon" betekent.
Varianten zijn onder meer Kaira, Keera, Keira, Kyrah en Kyria.

## Bekende naamdraagsters
- Kira Bulten, Nederlands zwemster
- Kira Kirillovna van Rusland, Russische grootvorstin
- Keira Knightley, Britse actrice
- Kira Plastinina, Russisch modeontwerpster
- Kira Reed, Amerikaans actrice
- Kyra Sedgwick, Amerikaanse actrice
- Kira Zvorykina, Russisch schaakster
- Kira van Pruisen, Pruisisch prinses
- Kira, Belgisch zangeres, pseudoniem voor Natasja de Witte
- Kyra Gantois, Belgische klimaatactiviste

## Fictieve  naamdraagsters
- Kira Nerys, personage uit Star Trek: Deep Space Nine
- Kira, pseudoniem voor personage uit Death Note